# Tratado de Libre Comercio Perú-Estados Unidos
El Tratado de Libre Comercio Perú-Estados Unidos, formalmente el Acuerdo de Promoción Comercial Perú - Estados Unidos (en inglés: United States – Peru Trade Promotion Agreement) es un tratado de libre comercio (TLC) bilateral firmado entre el Perú y los Estados Unidos de América. Se trata de un acuerdo de carácter vinculante, cuyos objetivos son eliminar obstáculos al intercambio comercial, consolidar el acceso a bienes y servicios y fomentar la inversión privada en y entre ambos países. Además de temas comerciales, incorpora temas económicos, institucionales, de propiedad intelectual, derechos laborales y políticas ambientales, entre otras. Fue firmado el 18 de marzo de 2003; ratificado por el Congreso peruano, el 28 de junio de 2006; por la Cámara de Representantes de Estados Unidos, el 2 de noviembre de 2006; y por el Senado de Estados Unidos, el 4 de diciembre de 2007. Tanto el entonces presidente de Estados Unidos George W. Bush en Washington D. C., como el presidente del Perú Alan García en Lima aprobaron su implementación el 16 de enero de 2009. El TLC fue implementado el 1 de febrero de 2009.

## Historia de tratados de libres de comercio

### Antecedentes
Ambos países firmaron el tratado de aranceles de 1930. La propuesta de establecer un tratado surgió de una publicación de Journal of Comerce, en que esto compensaría los gastos de la Segunda Guerra Mundial y la falta de competencia durante su etapa bélica.
El 4 de diciembre de 1991, bajo el Gobierno del presidente George H. W. Bush, Estados Unidos promulgó la Ley de Preferencias Arancelarias de los Países Andinos Andean Trade Preference Act (ATPA) que eliminaba los aranceles de una serie de productos de Perú, Bolivia, Colombia y Ecuador. Su objetivo era fortalecer las industriales legales en estos países, como alternativas a la producción y el tráfico de drogas.
El programa fue renovado el 31 de diciembre de 2002 por el Gobierno de George W. Bush bajo el nombre de Ley de Promoción Comercial Andina y Erradicación de Drogas o Andean Trade Promotion and Drug Eradication Act (ATPDEA). Esta decisión de renovar el ATPA por parte del Gobierno de los EE. UU. respondió a la intención de mejorar las relaciones comerciales, apoyar el proceso democrático y luchar contra el narco-terrorismo. En el marco de la ley renovada, los productos andinos exentos de aranceles aumentaron de unos 5.600 a alrededor de 6.300. Además del régimen de excepción en el pago de aranceles, en este ATPDEA se incluyeron temas de vital importancia para el Perú como el ingreso libre de aranceles para las confecciones textiles elaboradas con insumos regionales y espárragos (existían constantes amenazas de retirarle los beneficios).
El ATPDEA debía expirar el 31 de diciembre de 2006, debido a que se contó con 24 congresistas estadounidenses para extender el plazo. Eso fue renovado por seis meses, hasta el 30 de junio de 2007. Una nueva prórroga fue concedida el 28 de junio de ese año, esta vez por ocho meses, hasta el 29 de febrero de 2008.

### Inicio de negociaciones
El 18 de noviembre de 2003 Robert Zoellick notificó al Congreso de la intención del Gobierno de George W. Bush de iniciar negociaciones para la firma de un tratado de libre comercio con los países del ATPDEA. Las negociaciones empezaron sin Bolivia en mayo de 2004; sin embargo, los tres países restantes (Ecuador, Colombia y Perú) decidieron buscar acuerdos bilaterales con Estados Unidos. Tras 13 rondas de negociaciones, Perú y los Estados Unidos llegaron a un acuerdo el 7 de diciembre de 2005. El Ministro de Comercio Exterior y Turismo del Perú Alfredo Ferrero y el representante del comercio de Estados Unidos Rob Portman firmaron el tratado de libre comercio el 12 de abril de 2006 en Washington D. C. en presencia del presidente del Perú Alejandro Toledo.

### Ratificaciones
El Congreso del Perú debatió el acuerdo durante seis horas en una noche y lo ratificó a primera hora del día siguiente, el 28 de junio de 2006. La votación fue de 79 a favor, 14 en contra y 7 abstenciones. Por su parte, la Cámara de Representantes de Estados Unidos aprobó el tratado el 8 de noviembre de 2007, con un voto de 285–132. El Senado de Estados Unidos aprobó el acuerdo el 4 de diciembre de 2007, con una votación de 77-18. En Estados Unidos, las leyes de implementación obtuvieron amplio apoyo del Partido Republicano (176-16 en la Cámara de Representantes, 47-1 en el Senado) y respaldo dividido del Partido Demócrata (109–116 y 29–17).
El 16 de enero de 2009, el presidente de Estados Unidos George W. Bush y el presidente del Perú Alan García aprobaron la implementación del TLC que comenzó a regir el 1 de febrero de 2009.

## Temas sensibles
- Propiedad intelectual.
  - Protección de patentes.[19]
  - Reconocimiento de conocimientos autóctonos y tradicionales.
- Compras gubernamentales.
  - No discriminación de inversionistas extranjeros.
- Agricultura.
  - Eliminación de los subsidios a la exportación.
  - Plazo de reducción arancelaria.[20]
  - Aplicación de medidas de salvaguarda agropecuaria.
  - Programas de cooperación y asistencia técnica.
- Medio Ambiente.
  - Cumplimiento efectivo de la legislación ambiental.
  - Soberanía para adoptar y modificar la legislación ambiental.
  - Mecanismos de cooperación ambiental.
- Laboral.
  - Cumplimiento riguroso de la legislación nacional.
  - Firma de convenios fundamentales de la OIT.
  - Soberanía para modificar la legislación.
  - Mecanismo de cooperación nacional.

## Equipo negociador
Por el Perú el equipo negociador durante el Gobierno de Alejandro Toledo estuvo conformado por:
- Alfredo Ferrero: Jefe de la comisión multisectorial del TLC con EE. UU.
- Pablo de la Flor Belaúnde: Jefe del equipo negociador.
- Elvira Rodríguez Pastor: Representante del Ministerio de Comercio Exterior y Turismo del Perú.
- Javier Illescas: Representante del Ministerio de Economía y Finanzas del Perú.
- Carlos Ferraro Rey y Gonzalo Gutiérrez Reinel: Representantes del Ministerio de Relaciones Exteriores del Perú.
- William Alberto Arteaga Donayre: Representante del Ministerio de Agricultura del Perú.
- Juan Luis Reus Canales: Representante del Ministerio de Comercio Exterior y Turismo del Perú (Comercio Electrónico)

En el gobierno de Alan García, el equipo estuvo conformado por:
- Hernando de Soto: "representante personal" del presidente Alan García para impulsar la ratificación del TLC en el Congreso estadounidense
- David Lemor: representante del Ministerio de Comercio Exterior y Turismo.

## Críticas
Existían diferentes críticas al TLC con los EUA. Una de las primeras era que en la negociación no se reconocía la asimetría entre las economías y el nivel de desarrollo existente en ambos países. Algunos líderes políticos estaban de acuerdo con la realización del tratado, en su mayoría de derecha como Lourdes Flores, Alan García (aunque su posición fue ambigua durante las elecciones del 2006 al rechazarlo y luego como presidente apoyar el TLC). Entre los políticos y personalidades importantes que se oponían estaban los políticos Javier Diez Canseco, Susana Villarán y el expresidente Valentín Paniagua.
Inicialmente, hubo preocupación, respecto a la aceptación del tratado, en la apatía del sector empresarial peruano. El economista Guillermo Rebosio Arana advirtió sobre una posible contratación del Estado con empresas extranjeras. Una solución para limitar la intervención extranjera fue propuesta por la Comisión de Promoción de la Pequeña y Micro Empresa.
En 2024, el embajador del Perú en los Estados Unidos dijo que las exportaciones habían crecido el triple luego de 15 años de firmado el tratado. Sin embargo, esto no coincide con los datos de la Comisión de Promoción del Perú para la Exportación y el Turismo, cuyas cifras no alcanzaron el doble.

### Paralización Nacional Agraria
La firma con los Estados Unidos generó el rechazo de la Convención Nacional del Agro Peruano en 2004. Posteriormente provocó multitudinarias manifestaciones en 2005, en particular de campesinos que manifestaron ser los más perjudicados con la aprobación de este proyecto de eliminación de aranceles y otras protecciones comerciales. El gobierno peruano dijo que planearía otorgar compensaciones (subsidios) para reducir el impacto del tratado a los campesinos, como hace EE. UU. para abaratar sus productos. Sin embargo tras el incumplimiento de esta promesa los campesinos marcharon en protesta reclamando estas ayudas para subsistir. Cabe acotar que estas protestas se han producido antes de que el Tratado de Libre comercio entre el Perú y los Estados Unidos entre en vigencia, con el fin de evitar la firma.
La segunda jornada de protestas, el 18 de febrero de 2008, denominada «Paralización Nacional Agraria», fue secundada por varios miles de campesinos y fueron convocadas por el Comando Nacional Unitario de Lucha de los campesinos peruanos, se saldó con cuatro muertos por la represión a las violentas protestas campesinas. Los manifestantes cortaron vías por todo el país, en ocasiones durante jornadas de 24 a 48 horas debido a la inversión del estado en una gran carretera que consideran dañará ecosistemas, poblaciones indígenas y sólo será de utilidad a las multinacionales. El gobierno de Alan García frente a esta nueva huelga, se vio obligado a decretar el Estado de Emergencia en ocho provincias (suspensión temporal de derechos consitucionales) y dijo también que los responsables de las muertes fueron los «extremistas agitadores».